# 15 août aux Jeux olympiques d'été de 2016
Le lundi  15 août aux Jeux olympiques d'été de 2016 est le treizième jour de compétition.

## Faits marquants
En lutte, le cubain Mijaín López remporte sa troisième médaille d'or consécutive en autant d'olympiades.

## Programme
| Heure UTC-3 (Rio de Janeiro)                  |               |
| bleu                                          | Cérémonie     |
| neutre                                        | Épreuve       |
| or                                            | Finale        |
| orange                                        | Petite finale |
| rose                                          | Reporté       |
| gris                                          | Annulé        |
| Compétition masculine                         | Hommes        |
| Compétition féminine                          | Femmes        |
| Compétition mixte (hommes et femmes mélangés) | Mixte         |
| Compétition en couple (1 homme et 1 femme)    | Couple        |
| modifier                                      |               |

| Horaire | Discipline Spécialité | Discipline Spécialité                           | Discipline Spécialité                         | Phase                         | Résultats                                                                     | Références |
| ------- | --------------------- | ----------------------------------------------- | --------------------------------------------- | ----------------------------- | ----------------------------------------------------------------------------- | ---------- |
| 8 h     |                       | Natation 10 km en eau libre                     | Compétition femmes                            | Finale                        | Sharon van Rouwendaal · Rachele Bruni · Poliana Okimoto                       |            |
| 8 h 30  |                       | Badminton Simple                                | Compétition hommes                            | 8e de finale                  | -                                                                             | -          |
| 8 h 30  |                       | Badminton Double                                | Compétition hommes                            | Quarts de finale              | -                                                                             | -          |
| 8 h 30  |                       | Badminton Double                                | Compétition femmes                            | Quarts de finale              | -                                                                             | -          |
| 9 h     |                       | Canoë-kayak (course en ligne) C1 - 1 000 mètres | Compétition hommes                            | Séries                        | -                                                                             | -          |
| 9 h     |                       | Canoë-kayak (course en ligne) C1 - 1 000 mètres | Compétition hommes                            | Demi-finales                  | -                                                                             | -          |
| 9 h     |                       | Canoë-kayak (course en ligne) K1 - 1 000 mètres | Compétition hommes                            | Séries                        | -                                                                             | -          |
| 9 h     |                       | Canoë-kayak (course en ligne) K1 - 1 000 mètres | Compétition hommes                            | Demi-finales                  | -                                                                             | -          |
| 9 h     |                       | Canoë-kayak (course en ligne) K1 - 200 mètres   | Compétition femmes                            | Séries                        | -                                                                             | -          |
| 9 h     |                       | Canoë-kayak (course en ligne) K1 - 200 mètres   | Compétition femmes                            | Demi-finales                  | -                                                                             | -          |
| 9 h     |                       | Canoë-kayak (course en ligne) K2 - 500 mètres   | Compétition femmes                            | Séries                        | -                                                                             | -          |
| 9 h     |                       | Canoë-kayak (course en ligne) K2 - 500 mètres   | Compétition femmes                            | Demi-finales                  | -                                                                             | -          |
| 9 h 30  |                       | Athlétisme Triple saut                          | Compétition hommes                            | Qualifications                | -                                                                             | -          |
| 9 h 30  |                       | Handball Tournoi masculin                       | Compétition hommes                            | Tour préliminaire Poule B     | Pologne 20-25 Slovénie                                                        |            |
| 9 h 30  |                       | Volley-ball Tournoi masculin                    | Compétition hommes                            | Tour préliminaire Groupe B    | Argentine 3-0 Égypte                                                          |            |
| 9 h 35  |                       | Athlétisme 200 mètres                           | Compétition femmes                            | 1er tour                      | -                                                                             | -          |
| 10 h    |                       | Cyclisme sur piste Vitesse individuelle         | Compétition femmes                            | 8es de finale                 | -                                                                             | -          |
| 10 h    |                       | Hockey sur gazon Tournoi féminin                | Compétition femmes                            | Quart de finale               | Australie 2-4 Nouvelle-Zélande                                                |            |
| 10 h    |                       | Lutte Gréco-romaine (-85 kg)                    | Compétition hommes                            | Tours éliminatoires           | -                                                                             | -          |
| 10 h    |                       | Lutte Gréco-romaine (-130 kg)                   | Compétition hommes                            | Tours éliminatoires           | -                                                                             | -          |
| 10 h    |                       | Tennis de table Par équipes                     | Compétition femmes                            | Demi-finale                   | Chine 3-0 Singapour                                                           |            |
| 10 h 20 |                       | Cyclisme sur piste Omnium                       | Compétition hommes                            | Kilomètre contre-la-montre    | -                                                                             | -          |
| 10 h 25 |                       | Athlétisme 3 000 mètres steeple                 | Compétition hommes                            | 1er tour                      | -                                                                             | -          |
| 10 h 40 |                       | Athlétisme Lancer du marteau                    | Compétition femmes                            | Finale                        | Anita Włodarczyk · Zhang Wenxiu · Sophie Hitchon                              |            |
| 10 h 50 |                       | Cyclisme sur piste Vitesse individuelle         | Compétition femmes                            | Repêchages des 8es de finale  | -                                                                             | -          |
| 11 h    |                       | Boxe Poids légers (−60 kg)                      | Compétition femmes                            | Quart de finale               | -                                                                             |            |
| 11 h    |                       | Boxe Poids mouches (−52 kg)                     | Compétition hommes                            | Phase préliminaire            | -                                                                             |            |
| 11 h    |                       | Boxe Poids welters (−69 kg)                     | Compétition hommes                            | Demi-finale                   | -                                                                             |            |
| 11 h    |                       | Boxe Poids moyens (−75 kg)                      | Compétition hommes                            | Phase préliminaire            | -                                                                             |            |
| 11 h    |                       | Cyclisme sur piste Omnium                       | Compétition femmes                            | Course scratch 10 km          | -                                                                             | -          |
| 11 h    |                       | Natation synchronisée Duo                       | Compétition femmes                            | Qualifications Épreuve libre  | -                                                                             | -          |
| 11 h 15 |                       | Athlétisme 3 000 mètres steeple                 | Compétition femmes                            | Finale                        | Ruth Jebet · Hyvin Kiyeng Jepkemoi · Emma Coburn                              |            |
| 11 h 30 |                       | Handball Tournoi masculin                       | Compétition hommes                            | Tour préliminaire Poule B     | Allemagne 31-25 Égypte                                                        |            |
| 11 h 35 |                       | Athlétisme 400 mètres haies                     | Compétition hommes                            | 1er tour                      | -                                                                             | -          |
| 11 h 35 |                       | Volley-ball Tournoi masculin                    | Compétition hommes                            | Tour préliminaire Groupe A    | États-Unis 3-0 Mexique                                                        |            |
| 12 h 30 |                       | Hockey sur gazon Tournoi féminin                | Compétition femmes                            | Quart de finale               | États-Unis 1-2 Allemagne                                                      |            |
| 13 h    |                       | Voile Laser standard                            | Compétition hommes                            | Finale                        |                                                                               |            |
| 13 h    |                       | Voile Laser radial                              | Compétition femmes                            | Finale                        |                                                                               |            |
| 13 h    |                       | Voile 470                                       | Compétition hommes                            | Manche 9                      | -                                                                             | -          |
| 13 h    |                       | Voile 470                                       | Compétition femmes                            | Manche 9                      | -                                                                             | -          |
| 13 h    |                       | Voile 49er                                      | Compétition hommes                            | Manche 7                      | -                                                                             | -          |
| 13 h    |                       | Voile 49er FX                                   | Compétition femmes                            | Manche 7                      | -                                                                             | -          |
| 14 h    |                       | Gymnastique artistique Anneaux                  | Compétition hommes                            | Finale                        | Elefthérios Petroúnias · Arthur Zanetti · Denis Ablyazin                      |            |
| 14 h 15 |                       | Basket-ball Tournoi masculin                    | Compétition hommes                            | Premier tour Groupe B         | Nigeria 69-86 Brésil                                                          |            |
| 14 h 30 |                       | Voile 49er                                      | Compétition hommes                            | Manche 8                      | -                                                                             | -          |
| 14 h 30 |                       | Voile 49er FX                                   | Compétition femmes                            | Manche 8                      | -                                                                             | -          |
| 14 h 40 |                       | Handball Tournoi masculin                       | Compétition hommes                            | Tour préliminaire Poule A     | France 33-30 Danemark                                                         |            |
| 14 h 50 |                       | Gymnastique artistique Saut de cheval           | Compétition hommes                            | Finale                        | Ri Se-gwang · Denis Ablyazin · Kenzō Shirai                                   |            |
| 15 h    |                       | Équitation Dressage                             | Compétition mixte (hommes et femmes ensemble) | Grand Prix freestyle          | -                                                                             | -          |
| 15 h    |                       | Équitation Dressage individuel                  | Compétition mixte (hommes et femmes ensemble) | Finale                        | Charlotte Dujardin · Isabell Werth · Kristina Bröring-Sprehe                  |            |
| 15 h    |                       | Équitation Dressage par équipes                 | Compétition mixte (hommes et femmes ensemble) | Finale                        | Allemagne · Grande-Bretagne · États-Unis                                      |            |
| 15 h    |                       | Tennis de table Par équipes                     | Compétition hommes                            | Demi-finale                   | Japon 3-1 Allemagne                                                           |            |
| 15 h    |                       | Volley-ball Tournoi masculin                    | Compétition hommes                            | Tour préliminaire Groupe B    | Russie 3-0 Iran                                                               |            |
| 15 h 15 |                       | Plongeon Tremplin à 3 mètres                    | Compétition hommes                            | Éliminatoires                 | -                                                                             | -          |
| 15 h 30 |                       | Haltérophilie Moins de 105 kg                   | Compétition hommes                            | Groupe B                      | -                                                                             | -          |
| 15 h 30 |                       | Voile 470                                       | Compétition hommes                            | Manche 10                     | -                                                                             | -          |
| 15 h 30 |                       | Voile 470                                       | Compétition femmes                            | Manche 10                     | -                                                                             | -          |
| 15 h 40 |                       | Gymnastique artistique Poutre                   | Compétition femmes                            | Finale                        | Sanne Wevers · Lauren Hernandez · Simone Biles                                |            |
| 16 h    |                       | Beach-volley Tournoi masculin                   | Compétition hommes                            | Quarts de finale              | -                                                                             | -          |
| 16 h    |                       | Cyclisme sur piste Omnium                       | Compétition hommes                            | Tour lancé                    | -                                                                             | -          |
| 16 h    |                       | Lutte Gréco-romaine (-85 kg)                    | Compétition hommes                            | Repêchages                    | -                                                                             | -          |
| 16 h    |                       | Lutte Gréco-romaine (-130 kg)                   | Compétition hommes                            | Repêchages                    | -                                                                             | -          |
| 16 h    |                       | Lutte Gréco-romaine (-85 kg)                    | Compétition hommes                            | Finale                        | Davit Chakvetadze · Zhan Beleniuk · Denis Maksymilian Kudla et Javid Hamzatau |            |
| 16 h    |                       | Lutte Gréco-romaine (-130 kg)                   | Compétition hommes                            | Finale                        | Mijain Lopez Nunez · Riza Kayaalp · Sergey Semenov et Sabah Shariati          |            |
| 16 h    |                       | Voile 49er                                      | Compétition hommes                            | Manche 9                      | -                                                                             | -          |
| 16 h    |                       | Voile 49er FX                                   | Compétition femmes                            | Manche 9                      | -                                                                             | -          |
| 16 h 25 |                       | Cyclisme sur piste Vitesse individuelle         | Compétition femmes                            | Course pour les places 9 à 12 | -                                                                             | -          |
| 16 h 30 |                       | Cyclisme sur piste Omnium                       | Compétition femmes                            | Poursuite individuelle 3 km   | -                                                                             | -          |
| 16 h 40 |                       | Handball Tournoi masculin                       | Compétition hommes                            | Tour préliminaire Poule B     | Suède 30-19 Brésil                                                            |            |
| 17 h    |                       | Boxe Poids légers (−60 kg)                      | Compétition femmes                            | Quart de finale               | -                                                                             |            |
| 17 h    |                       | Boxe Poids mouches (−52 kg)                     | Compétition hommes                            | Phase préliminaire            | -                                                                             |            |
| 17 h    |                       | Boxe Poids welters (−69 kg)                     | Compétition hommes                            | Demi-finale                   | -                                                                             |            |
| 17 h    |                       | Boxe Poids moyens (−75 kg)                      | Compétition hommes                            | Phase préliminaire            | -                                                                             |            |
| 17 h    |                       | Boxe Poids lourds (−91 kg)                      | Compétition hommes                            | Finale                        | Evgeny Tishchenko · Vassiliy Levit · Erislandy Savon et Rustam Tulaganov      |            |
| 17 h 5  |                       | Volley-ball Tournoi masculin                    | Compétition hommes                            | Tour préliminaire Groupe B    | Pologne 3-0 Cuba                                                              |            |
| 17 h 25 |                       | Cyclisme sur piste Omnium                       | Compétition hommes                            | Course aux points 40 km       | -                                                                             | -          |
| 17 h 25 |                       | Cyclisme sur piste Omnium                       | Compétition hommes                            | Finale                        | Elia Viviani · Mark Cavendish · Lasse Norman Hansen                           |            |
| 17 h 30 |                       | Badminton Simple                                | Compétition hommes                            | 8e de finale                  | -                                                                             | -          |
| 17 h 30 |                       | Badminton Simple                                | Compétition femmes                            | 8e de finale                  | -                                                                             | -          |
| 17 h 30 |                       | Badminton Double mixte                          | Compétition mixte (hommes et femmes ensemble) | Demi-finales                  | -                                                                             | -          |
| 18 h    |                       | Hockey sur gazon Tournoi féminin                | Compétition femmes                            | Quart de finale               | Grande-Bretagne 3-1 Espagne                                                   |            |
| 18 h 15 |                       | Cyclisme sur piste Omnium                       | Compétition femmes                            | Course par élimination        | -                                                                             | -          |
| 19 h    |                       | Basket-ball Tournoi masculin                    | Compétition hommes                            | Premier tour Groupe B         | Espagne 92-73 Argentine                                                       |            |
| 19 h    |                       | Haltérophilie Moins de 105 kg                   | Compétition hommes                            | Groupe A                      | -                                                                             | -          |
| 19 h    |                       | Haltérophilie Moins de 105 kg                   | Compétition hommes                            | Finale                        | Ruslan Nurudinov · Simon Martirosyan · Alexandr Zaichikov                     |            |
| 19 h 30 |                       | Tennis de table Par équipes                     | Compétition hommes                            | Demi-finale                   | Chine 3-0 Corée du Sud                                                        |            |
| 19 h 50 |                       | Handball Tournoi masculin                       | Compétition hommes                            | Tour préliminaire Poule A     | Croatie 41-26 Tunisie                                                         |            |
| 20 h 30 |                       | Athlétisme Lancer du disque                     | Compétition femmes                            | Qualifications (groupe A)     | -                                                                             | -          |
| 20 h 30 |                       | Hockey sur gazon Tournoi féminin                | Compétition femmes                            | Quart de finale               | Pays-Bas 3-2 Argentine                                                        |            |
| 20 h 30 |                       | Volley-ball Tournoi masculin                    | Compétition hommes                            | Tour préliminaire Groupe A    | Italie 1-3 Canada                                                             |            |
| 20 h 35 |                       | Athlétisme Saut à la perche                     | Compétition hommes                            | Finale                        | Thiago Braz da Silva · Renaud Lavillenie · Sam Kendricks                      |            |
| 20 h 40 |                       | Athlétisme 110 mètres haies                     | Compétition hommes                            | 1er tour                      | -                                                                             | -          |
| 21 h 30 |                       | Athlétisme 400 mètres haies                     | Compétition femmes                            | 1er tour                      | -                                                                             | -          |
| 21 h 50 |                       | Athlétisme Lancer du disque                     | Compétition femmes                            | Qualifications (groupe B)     | -                                                                             | -          |
| 21 h 50 |                       | Handball Tournoi masculin                       | Compétition hommes                            | Tour préliminaire Poule A     | Qatar 22-18 Argentine                                                         |            |
| 22 h 25 |                       | Athlétisme 800 mètres                           | Compétition hommes                            | Finale                        | David Rudisha · Taoufik Makhloufi · Clayton Murphy                            |            |
| 22 h 30 |                       | Basket-ball Tournoi masculin                    | Compétition hommes                            | Premier tour Groupe B         | Lituanie 81-90 Croatie                                                        |            |
| 22 h 35 |                       | Volley-ball Tournoi masculin                    | Compétition hommes                            | Tour préliminaire Groupe A    | Brésil 3-1 France                                                             |            |
| 22 h 45 |                       | Athlétisme 400 mètres                           | Compétition femmes                            | Finale                        | Shaunae Miller · Allyson Felix · Shericka Jackson                             |            |
| 23 h    |                       | Beach-volley Tournoi masculin                   | Compétition hommes                            | Quarts de finale              | -                                                                             | -          |

## Tableau des médailles provisoire
Tableau des médailles des Jeux olympiques d'été de 2016 après les finales du 14 août :
- Pays organisateur (Brésil)

| Rang  | Nation                           | Or  | Argent | Bronze | Total |
| ----- | -------------------------------- | --- | ------ | ------ | ----- |
| 1     | États-Unis                       | 26  | 23     | 26     | 75    |
| 2     | Grande-Bretagne                  | 16  | 17     | 8      | 41    |
| 3     | Chine                            | 15  | 14     | 16     | 45    |
| 4     | Russie                           | 11  | 12     | 12     | 35    |
| 5     | Italie                           | 8   | 9      | 6      | 23    |
| 6     | Australie                        | 8   | 6      | 9      | 23    |
| 7     | France                           | 7   | 9      | 7      | 23    |
| 8     | Japon                            | 7   | 4      | 18     | 29    |
| 9     | Pays-Bas                         | 7   | 2      | 3      | 12    |
| 10    | Allemagne                        | 6   | 6      | 6      | 18    |
| 11    | Corée du Sud                     | 6   | 3      | 5      | 14    |
| 12    | Hongrie                          | 5   | 3      | 4      | 12    |
| 13    | Espagne                          | 3   | 0      | 2      | 5     |
| 14    | Kazakhstan                       | 2   | 3      | 5      | 10    |
| 15    | Brésil                           | 2   | 3      | 4      | 9     |
| 16    | Corée du Nord                    | 2   | 3      | 2      | 7     |
| 17    | Kenya                            | 2   | 3      | 0      | 5     |
| 18    | Canada                           | 2   | 2      | 9      | 13    |
| 19    | Colombie                         | 2   | 2      | 0      | 4     |
| 19    | Croatie                          | 2   | 2      | 0      | 4     |
| 21    | Cuba                             | 2   | 1      | 2      | 5     |
| 22    | Suisse                           | 2   | 1      | 2      | 5     |
| 23    | Belgique                         | 2   | 1      | 1      | 4     |
| 23    | Pologne                          | 2   | 1      | 1      | 3     |
| 23    | Thaïlande                        | 2   | 1      | 1      | 4     |
| 26    | Ouzbékistan                      | 2   | 0      | 4      | 6     |
| 27    | Jamaïque                         | 2   | 0      | 2      | 4     |
| 28    | Grèce                            | 2   | 0      | 1      | 3     |
| 28    | Iran                             | 2   | 0      | 1      | 3     |
| 30    | Nouvelle-Zélande                 | 1   | 5      | 1      | 7     |
| 31    | Afrique du Sud                   | 1   | 5      | 0      | 6     |
| 32    | Suède                            | 1   | 4      | 1      | 6     |
| 33    | Danemark                         | 1   | 3      | 5      | 9     |
| 34    | Biélorussie                      | 1   | 2      | 2      | 5     |
| 35    | Roumanie                         | 1   | 1      | 2      | 4     |
| 36    | Slovénie                         | 1   | 1      | 1      | 3     |
| 37    | Argentine                        | 1   | 1      | 0      | 2     |
| 37    | Bahreïn                          | 1   | 1      | 0      | 2     |
| 37    | Slovaquie                        | 1   | 1      | 0      | 2     |
| 37    | Viêt Nam                         | 1   | 1      | 0      | 2     |
| 41    | République tchèque               | 1   | 0      | 5      | 6     |
| 42    | Éthiopie                         | 1   | 0      | 3      | 4     |
| 43    | Taipei chinois                   | 1   | 0      | 2      | 3     |
| 44    | Athlètes olympiques indépendants | 1   | 0      | 1      | 2     |
| 45    | Bahamas                          | 1   | 0      | 0      | 1     |
| 45    | Fidji                            | 1   | 0      | 0      | 1     |
| 45    | Kosovo                           | 1   | 0      | 0      | 1     |
| 45    | Porto Rico                       | 1   | 0      | 0      | 1     |
| 45    | Singapour                        | 1   | 0      | 0      | 1     |
| 50    | Ukraine                          | 0   | 4      | 1      | 5     |
| 51    | Azerbaïdjan                      | 0   | 2      | 1      | 3     |
| 52    | Indonésie                        | 0   | 2      | 0      | 2     |
| 52    | Irlande                          | 0   | 2      | 0      | 2     |
| 52    | Turquie                          | 0   | 2      | 0      | 2     |
| 55    | Lituanie                         | 0   | 1      | 2      | 3     |
| 56    | Géorgie                          | 0   | 1      | 1      | 2     |
| 57    | Algérie                          | 0   | 1      | 0      | 1     |
| 57    | Arménie                          | 0   | 1      | 0      | 1     |
| 57    | Grenade                          | 0   | 1      | 0      | 1     |
| 57    | Malaisie                         | 0   | 1      | 0      | 1     |
| 57    | Mongolie                         | 0   | 1      | 0      | 1     |
| 57    | Philippines                      | 0   | 1      | 0      | 1     |
| 57    | Venezuela                        | 0   | 1      | 0      | 1     |
| 64    | Norvège                          | 0   | 0      | 3      | 3     |
| 65    | Égypte                           | 0   | 0      | 2      | 2     |
| 65    | Israel                           | 0   | 0      | 2      | 2     |
| 67    | Émirats arabes unis              | 0   | 0      | 1      | 1     |
| 67    | Kirghizistan                     | 0   | 0      | 1      | 1     |
| 67    | Portugal                         | 0   | 0      | 1      | 1     |
| 67    | Tunisie                          | 0   | 0      | 1      | 1     |
| Total | Total                            | 177 | 177    | 196    | 550   |